# South Lake (hrabstwo Kern)
South Lake – obszar niemunicypalny w hrabstwie Kern, w Kalifornii (Stany Zjednoczone), na wysokości 880 m. South Lake znajduje się wzdłuż południowego brzegu jeziora Isabella.
Według rejestru National Register of Historic Places osada istniała na tym obszarze już około roku 1499.
South Lake jest usytuowane przy drodze SR178.